# Meta Planungs- und Simulationssystem
Meta Planungs- und Simulationssystem (msg.MPSS) ist eine CPM-Plattform zur Erstellung von Business-Intelligence- und Corporate-Performance-Management-Lösung für die Analyse von Unternehmensdaten. Auf dem zugrunde liegenden OLAP-Konzept sind Reporting, Analyse, Planung und Risikomanagement in einem System, ohne Systembruch möglich. Auch Balanced Scorecards werden ohne Systembruch voll unterstützt.
msg.MPSS ist modular aufgebaut. Das Werkzeug kann gleichermaßen als Informations- wie auch als Planungssystem eingesetzt werden. Es bietet eine überdurchschnittliche hohe Skalierbarkeit. Die Schwerpunkte in OLAP-Konzepten sind der offene Datenzugriff für die Endanwender und die vielfachen Strukturierungsmöglichkeiten der in den MPSS-Modellen enthaltenen Daten.
msg.MPSS wird nach der zu Beginn des Jahres 2016 erfolgten Verschmelzung der msg life metris gmbh auf die msg systems ag von der msg systems ag weiter entwickelt und vertrieben.

## Positionierung
Aus langjährigen Engagement in der Versicherungsbranche sind zahlreiche Business Solutions im Bereich Planung, Analyse und Reporting sowie Datenkonsolidierung entstanden. Insbesondere sind das voll integrierte
- versicherungsspezifische Planungsfunktionalitäten (z. B. Rückversicherungsplanung, Vertriebsplanung),
- Balanced-Scorecard-Funktionalitäten und
- Risikomanagement-Funktionalitäten.

Besonderheiten: Spezielle IT-Kenntnisse sind weder für die Konzeption und Implementierung der Datenmodelle noch für die Datenübernahme historischer Daten aus den Quellsystemen in die MPSS-Cubes erforderlich. Mithilfe der MPSS-Designwerkzeuge werden individuelle Anforderungen innerhalb von msg.MPSS abgebildet.
Konkurrenzprodukte von msg.MPSS sind je nach Aspekt:
- Business Objects von SAP
- SAS von SAS Institute
- Cognos von IBM
- QlikView
- CUBUS
- BOARD von BOARD International SA.

## Bestandteile
- OLAP Server
- Win-Client
- Web-Client
- Excel-Client
- Designer-Arbeitsplatz
- Schnittstellengenerator

## MPSS-Editionen
Das Kernstück der MPSS-Plattform ist MPSS Basis. Auf ihm können mehrere Versionen von msg.MPSS eingerichtet werden, die nach Bedarf ausgerüstet sind
- MPSS Bericht: Der Anwender kann vorgefertigte Berichte betrachten und Plandaten erfassen
  - WinConnect
  - ExcelConnect
  - WebConnect
  - Plandatenerfassung (Zusatzoption)

- MPSS Analyse: Dem Anwender stehen alle Features von MPSS zur Verfügung: Erstellung von eigenen Berichten, Ad-Hoc-Analysen, Plandatenerfassung etc. (einschl. MPSS Bericht)

- MPSS Planung: Uneingeschränkter MPSS Client für die Analyse und Planungsszenarien. Standardreports und Templates zur Plandatenerfassung (einschl. MPSS Analyse)

- MPSS Design: Neben der uneingeschränkten MPSS Client-Version stehen dem Anwender ergänzend verschiedene Generatoren/Editoren zur Erstellung und Pflege von MPSS Modellen zur Verfügung (einschl. MPSS Planung)